# Hlinka, Sakî
Hlinka (în ucraineană Глінка) este un sat în comuna Veresaieve din raionul Sakî, Republica Autonomă Crimeea, Ucraina.

## Demografie
Componența lingvistică a localității Hlinka
     Tătară crimeeană (49,69%)
     Rusă (27,62%)
     Ucraineană (17,9%)
     Belarusă (2,47%)
     Alte limbi (0,3%)
Conform recensământului din 2001, nu exista o limbă vorbită de majoritatea populației, aceasta fiind compusă din vorbitori de tătară crimeeană (49,69%), rusă (27,62%), ucraineană (17,9%) și belarusă (2,47%).